# Oficina de Franklin y Armfield
La oficina de Franklin y Armfield, que alberga el Museo Freedom House, es un edificio comercial histórico en Alexandria, Virginia ( hasta 1846, el Distrito de Columbia ). Construido c. 1810-1820, se utilizó por primera vez como residencia privada antes de convertirse en las oficinas de la empresa de comercio de esclavos más grande de los Estados Unidos, iniciada en 1828 por Isaac Franklin y John Armfield . "Se cree que hasta un millón de personas pasaron entre 1828 y 1861, camino de la esclavitud en Mississippi y Louisiana". Otra fuente, utilizando documentos (listas de esclavos) en los Archivos Nacionales, da el número como «al menos 5000».
El antiguo edificio de oficinas de Franklin & Armfield está ubicado justo al oeste del casco antiguo de Alexandria, en el lado norte de Duke Street, entre las calles South West y South Payne. Es un edificio de ladrillo de tres pisos, rematado por un techo abuhardillado y apoyado sobre una base de ladrillo. Su fachada anterior corresponde al estilo flamenco, mientras que los laterales y la parte trasera se pesentan en estilo común. Tiene un estilo del período federal, con ventanas y la puerta de entrada colocadas en aberturas de arco segmentadas, con buhardillas a dos aguas en el nivel del techo.
El edificio fue designado Monumento Histórico Nacional en 1978 y también ha sido designado Monumento Histórico de Virginia . El edificio fue propiedad de la Liga Urbana del Norte de Virginia, que lo operaba como museo, con exhibiciones sobre la empresa de comercio de esclavos y la vida de un esclavo.
La ciudad de Alexandria compró el edificio en marzo de 2020 y lo reabrió como museo en junio de 2022.

## Historia
El edificio fue construido como residencia en la década de 1810 por Robert Young, un general de brigada de la milicia del Distrito de Columbia. Debido a reveses financieros, Young se vio obligado poco después a vender la casa.
El edificio fue comprado en 1828 por Isaac Franklin y su amigo íntimo y sobrino por matrimonio John Armfield, quienes lo establecieron como su oficina en el área de Washington y la residencia de Armfield.

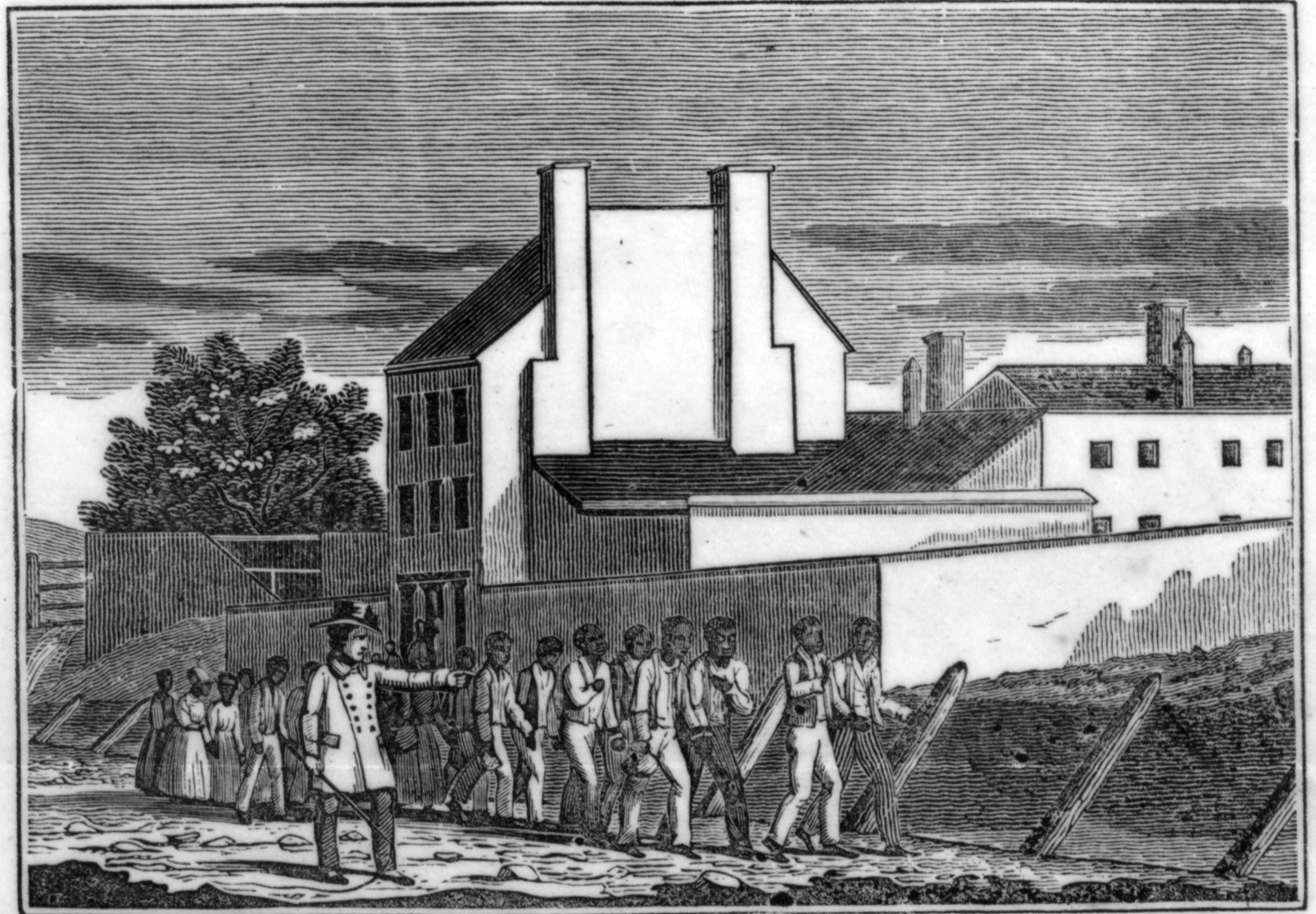
La casa de Franklin y Armfield con sus corrales de esclavos vecinos en 1836.

Luego, la propiedad se extendió más hacia el este y agregaron estructuras para retener y comerciar con esclavos. También proporcionaron, por 25 centavos al día, alojamiento en su cárcel a los propietarios de esclavos que visitaban Washington. : 292 La extensión de dos pisos en la parte trasera de esta casa era parte de las instalaciones de tenencia de esclavos, que incluían paredes altas y cámaras interiores que presentaban puertas y ventanas enrejadas como las de una prisión. Franklin dejó el negocio a partir de 1835 y Armfield vendió la propiedad a otro traficante de esclavos en 1836.
Franklin y Armfield vendieron más esclavos, separaron a más familias y ganaron más dinero con el comercio que casi nadie en los Estados Unidos. Amasaron una fortuna equivalente a miles de millones en dólares de hoy (2021) y fueron dos de los hombres más ricos de la nación. Franklin vendió esclavos desde una oficina en Natchez, Mississippi, con sucursales en Nueva Orleans, St. Francisville y Vidalia, Louisiana . Su sobrino Armfield manejó el suministro, enviando agentes de puerta en puerta en Virginia, Maryland y Delaware en busca de personas esclavizadas que sus dueños quisieran vender y organizando el transporte.
Maryland y Virginia tenían excedentes de esclavos y hablaban de esclavos como una exportación, como ganado. Como se muestra en La cabaña del tío Tom, hubo una gran migración interna forzada de personas esclavizadas desde el sur superior al sur inferior, y Franklin y Armfield fueron fundamentales para ese negocio. "En la correspondencia sobreviviente, en realidad se jactan de secuestrar  esclavos que fueron luego vendidos a través de la empresa".

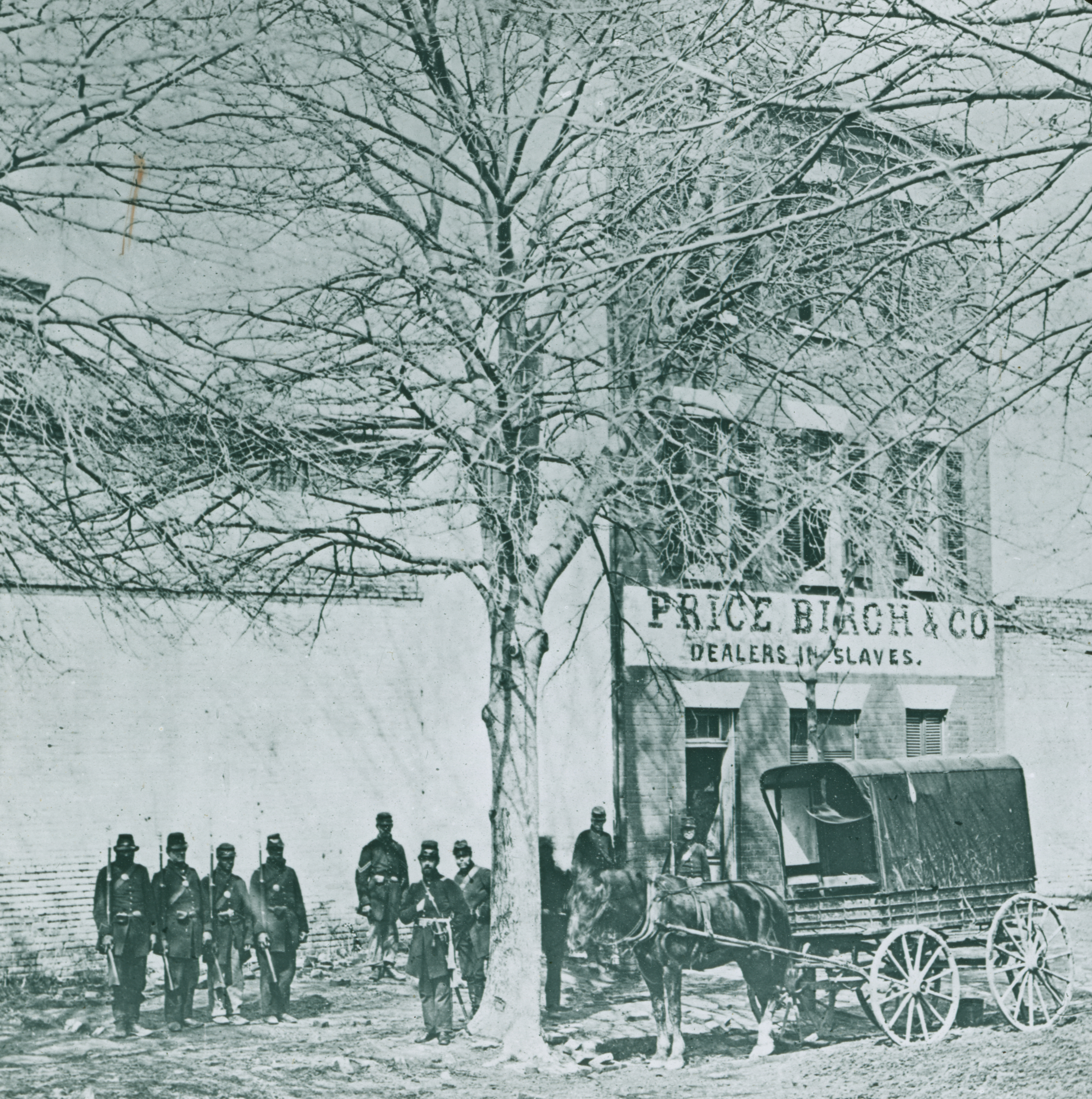
"Price Birch & Co Dealers in Slaves", Alexandria, Virginia, 1862

A partir de 1858, el edificio estuvo ocupado por Price, Birch & Co., una empresa estadounidense de comercio de esclavos fundada en 1858 por George Kephart, William Birch, JC Cook y CM Price. : 29 
Price, Birch & Co. dejó de operar en 1861. Al llegar a la oficina de la empresa en la calle Duke el 14 de mayo de 1861, el Ejército de la Unión descubrió que "la empresa había huido y se había llevado consigo a todos menos a uno de los humanos que vendían como esclavos: un anciano, encadenado en el medio". del suelo por la pierna". Las fuerzas sindicales tomaron entonces posesión del edificio hasta el 2 de febrero de 1866, utilizándolo como prisión militar. Al final de la guerra, se utilizó como hospital L'Ouverture para soldados negros y como alojamiento para el contrabando . : 293 
Después de la guerra, los corrales de esclavos periféricos del edificio, de los cuales hay fotografías, fueron demolidos. Es posible que los ladrillos se hayan reutilizado en la construcción de las casas adosadas adyacentes. Después de servir para una variedad de otros usos, el edificio principal ahora se usa para el Museo Freedom House, con exhibiciones dedicadas a la trata de esclavos. El segundo piso alberga las oficinas de la Liga Urbana del Norte de Virginia.

## Museo Casa de la Libertad
La Liga Urbana del Norte de Virginia compró el edificio en la década de 1990 e instaló una exhibición en el sótano. El resto del edificio se utilizó para oficinas y aulas.
La Oficina de Alexandria Histórica se asoció con la Liga Urbana del Norte de Virginia en febrero de 2018 en un esfuerzo por mantener e interpretar el edificio. La Liga Urbana recibió $ 50,000 del Fondo de Acción del Patrimonio Cultural Afroamericano del National Trust for Historic Preservation ese mismo año.
La ciudad de Alexandria compró el edificio a Urban League en marzo de 2020.
El Museo Freedom House reabrió en junio de 2022. Alberga tres exhibiciones que cuentan la historia de la experiencia negra en Alejandría y los Estados Unidos.